# Malé Dvorníky

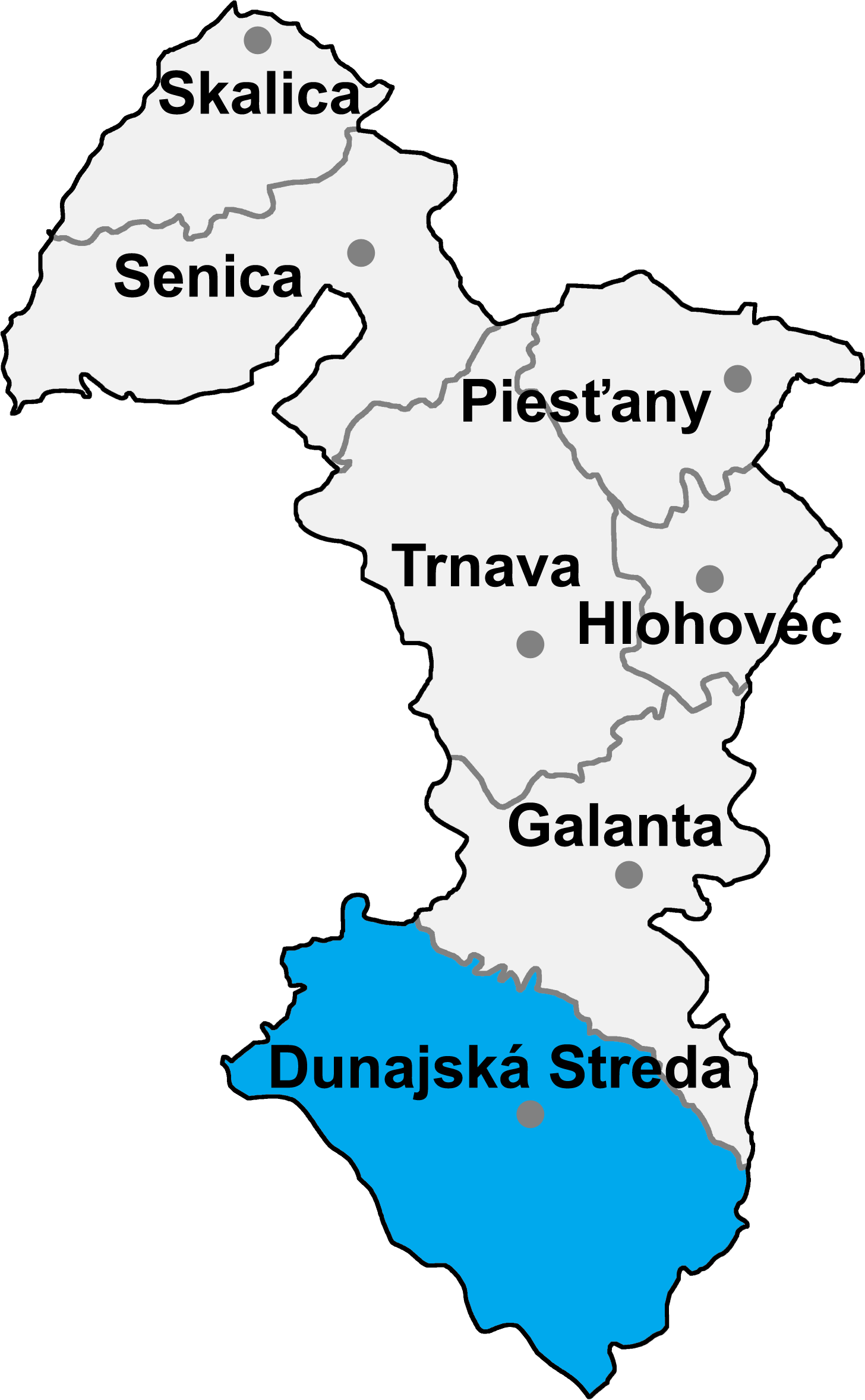
Localização de Dunajská Streda (distrito) na Trnava (região)

O Distrito eslovaco de Malé Dvorníky  é um dos sessenta e quatro municípios que formam a Distrito de Dunajská Streda, situada em Região de Trnava, Eslováquia.

## Demografia
| Ano:        | 1994 | 2004    | 2014    | 2024    |
| ----------- | ---- | ------- | ------- | ------- |
| Broj ljudi: | 813  | 942     | 1087    | 1197    |
| Razlika:    |      | +15,86% | +15,39% | +10,11% |

| Ano:               | 2023 | 2024   |
| ------------------ | ---- | ------ |
| Número de pessoas: | 1187 | 1197   |
| Diferença:         |      | +0,84% |